# 施泰納赫河 (博登湖)
47°30′12″N 9°26′51″E / 47.50324°N 9.44758°E

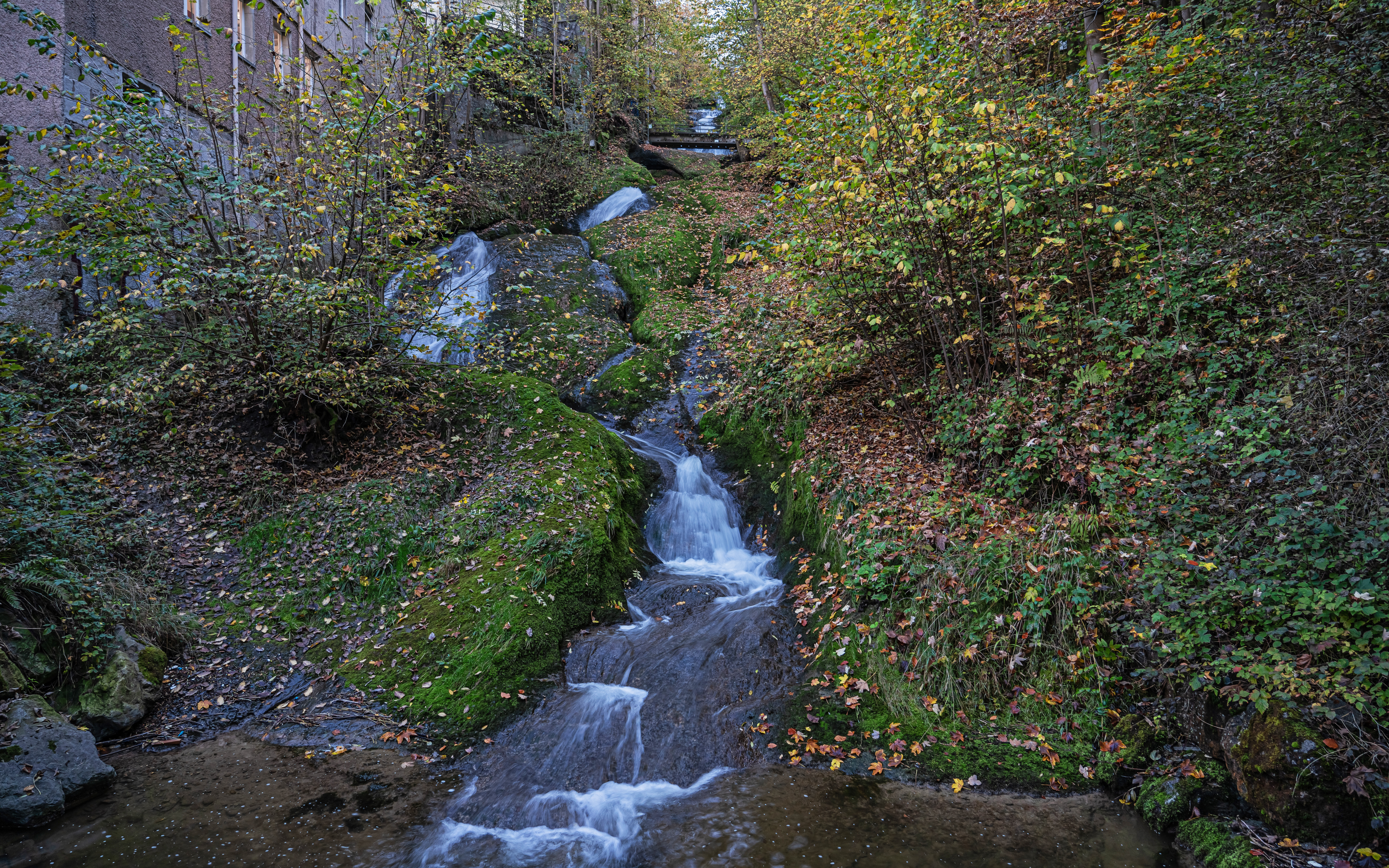

施泰納赫河是瑞士的河流，位於該國東北部，流經聖加侖州，屬於萊茵河的支流，河道全長13.5公里，流域面積25.2平方公里，最終注入博登湖。